# Thit Jensen
Marie Kirstine Dorothea Jensen, més coneguda com a Thit Jensen (Farsø, 19 de gener de 1876 – Bagsværd, 14 de maig de 1957), fou una novel·lista, contista i dramaturga danesa. També fou oradora i va lluitar tota la seua vida pel dret de la dona a decidir la seua maternitat. Defensava la distinció entre procreació i sexualitat, i advocava perquè les dones accedissen a l'educació i a la independència econòmica. Tot i que personalment estava en contra de l'avortament, considerava que les dones havien de tenir l'opció de triar.

## Trajectòria
Nasqué a Farsø, un poble de la península de Jutlàndia. Era la quarta de dotze germans, entre ells el Premi Nobel de Literatura Johannes Vilhelm Jensen. Les penalitats que va patir la seua mare en els parts van marcar la seua visió de la maternitat.
Jensen admirava son germà Johannes, però quan va establir-se a Copenhaguen al 1900 amb la intenció de convertir-se en escriptora, aquest, que llavors ja era un autor consagrat, es negà a ajudar-la per prejudicis sexistes. Jensen es veié obligada a mudar-se a un traster, en el qual, a canvi de servir el café del desdejuni i fer encàrrecs, hi vivia i rebia una llesca de pa de sègol i un got de llet al dia: el seu únic aliment durant uns anys.
Entre el 1912 i el 1918 estigué casada amb el pintor Henning Fenger.
Jensen esdevingué una famosa conferenciant, defensora de la maternitat lliure. Llavors no es podia parlar en públic sobre mètodes anticonceptius i avortament; i per això les seues conferències eren tan escandaloses com populars. Fundà dues associacions: Frivilligt Moderskab (Maternitat Lliure), l'objectiu de la qual era treballar en l'educació sexual i l'anticoncepció; i Københavns Husmoderforening (Associació de Mestresses de casa de Copenhaguen), al 1920.
En les dècades del 1920 i 1930, fou, juntament amb Jonathan Leunback, la principal figura associada a la campanya per la «maternitat lliure», tot informant sobre els mètodes anticonceptius per controlar la grandària de les famílies.
Jensen barrejava arguments eugenèsics (impedir el naixement de nadons malalts) amb arguments feministes, ja que també considerava que el control de la natalitat alliberaria les dones de la por als embarassos no desitjats i de la dependència dels homes.
El 1924 cofundà Foreningen for Seksuel Oplysning (Associació per l'Educació Sexual).
Jensen rebé al 1935 el Tagea Brandt Rejselegat, un premi danés concedit a les dones que haguessen realitzat una contribució significativa a la ciència, a la literatura o a l'art. El 1940 li atorgaren el premi literari i de divulgació científica Holberg-Medaljen.
Jensen va morir al 1957.

## Obra[10]
Va publicar la primera novel·la, To Søstre (Dues germanes), al 1903. Així com la seua novel·la Familien Storm (Tempesta familiar, 1904), la protagonitza una dona artista.
En Martyrium (Martiri, 1905) i Ørkenvandring (A través del desert, 1907), posa en evidència les conseqüències de l'explotació per part de la societat del desig de les dones de trobar l'amor i la maternitat. Sarah, en Martyrium, que abans de casar-se amb el propietari d'un hotel, havia donat a llum un fill al pare del qual estimava, no comprén per què mantenir el seu matrimoni amb un dèspota és una decisió responsable, mentre que les seues experiències del passat són considerades socialment pecaminoses. El mateix tema varia lleument en Ørkenvandring: una dona dotada per a la música es casa amb un home indolent que la deixa sense propietats i es nega a mantenir una família cada vegada més nombrosa. El text torna a defensar que l'únic que pot alleujar la situació és un paper més igualitari per a les dones, dins un sistema de recolzament social.
Les novel·les Hemskoen (La rèmora, 1912), Jorden (La Terra, 1915) i Gerd. Det tyvende Aahundredes Kvinde (Gerd. La dona del segle XX, 1918), que representen el seu cim artístic, descriuen l'ambivalència entre l'amor i el treball. Gerd, la seua novel·la més coneguda, explora la consciència femenina en el procés de socialització. Gerd, des de molt jove, és conscient dels tres estrats de la seua identitat: filla d'un pastor, la xiqueta que es diverteix jugant amb els seus amics, i el seu jo íntim i privat, el seu món interior a la recerca d'una veu pròpia en el seu diari personal. També, però, troba la seua expressió en les descripcions de l'illa de Fur, en un fiord del nord de Jutlàndia. Les possibilitats que la societat li ofereix són d'una limitació patètica. Gerd, després de trencar el compromís amb l'assistent de son pare, decideix viure a Copenhaguen.
En la novel·la Den erotiske hamster (L'hàmster eròtic, 1918), que escrigué amb el seu divorci com a fons, i en Aphrodite fra Fuur (Afrodita de Fuur, 1925), qüestiona la visió de la identitat femenina. És, però, en una sèrie de novel·les històriques, com ara Af blod er du kommet (Vens de la sang, 1928), Jørgen Lykke I-II (1931), Stygge Krumpen I-II (1936) i Valdemar Atterdag I-VII (Valdemar IV de Dinamarca, 1940-1953), en què esbrina la relació entre la vida i el desig. És recordada per les seues novel·les històriques; la seua escriptura sobre la vida contemporània, però, ha estat redescoberta més tard en recerques sobre literatura escrita per dones.
Sagn og Syner (Llegendes i visions, 1909), Det banker (Truquen a la porta, 1911) i Jydske Historier (Històries de Jutlàndia, 1916) són reculls de relats que expressen la seua estima pel seu Himmerland natal i el seu interés pels fenòmens paranormals.
- 1903, To Søstre
- 1904, Familien Storm
- 1905, Martyrium
- 1907, Prins Nilaus af Danmark
- 1907, Ørkenvandring
- 1909, Sagn og Syner
- 1911, Det banker: 4 historietter
- 1911, Elskovs Forbandelser
- 1911, I Messias' Spor
- 1912, Hemskoen
- 1913, Højeste Ret
- 1915, Jorden
- 1915, Stærkere end Tro
- 1916, Jydske historier
- 1917, Hr. Berger intime
- 1918, Hævnen
- 1918, Kærlighedens kåbe
- 1918, Gerd
- 1919, Den Erotiske Hamster
- 1919, Det evigt Mandige
- 1919, Kongen af Sande
- 1921, Den evige længsel
- 1924, Frivilligt Moderskab
- 1924, Mit foredrag: Frivilligt Moderskab
- 1925, Aphrodite fra Fuur
- 1926, Børnebegrænsning: Hvorfor - hvordan?
- 1928, Af blod er du kommet
- 1931, Jørgen Lykke: Rigets sidste ridder
- 1934, Nial den Vise
- 1936, Bidrag
- 1936, Stygge Krumpen
- 1940, Valdemar Atterdag
- 1943, Drotten
- 1946, Rigets Arving
- 1950, Hvorfra? Hvorhen?
- 1953, Atter det skilte
- 1954, Den sidste Valkyrie
- 1955, Spøgelseskareten og andre noveller
- 1956, Gylden Høst: Et sommersmil
- 1956, Palle Ravns rejse i himmelrummet
- 1978, Et smil i julen
- 1990, Fru Astrid Grib

## Reconeixements
- Tagea Brandt Rejselegat, 1935
- Holberg-Medaljen, 1940